# 山津鱊
山津鱊（学名：Acheilognathus yamatsutae）為輻鰭魚綱鯉形目鱊科鱊屬的一種，分布於亞洲韓國淡水流域，本魚體呈橢圓形且側扁，嘴巴小，吻部稍突出，具有一對短觸鬚，眼睛位於頭部中心位置，側線完整且平直，體被圓鱗，背鰭始於腹鰭後方，臀鰭起於背鰭中點附近，形狀與背鰭相似，但尺寸稍小，尾鰭叉形，體背部棕褐色，腹面銀白色，側線第5-6鱗片上有一眼睛大小的黑色斑點，其後有一條淡藍色條紋，該條紋一直延伸至尾鰭基部。背鰭和臀鰭各有3條深色條紋，體長可達16公分。棲息於清澈、雜草叢生的溪流或沼澤，屬雜食性，以水生昆蟲和附著的微生物、有機物為食，繁殖期會成群出現，每年4月至6月產卵，雌魚將卵產在淡水貽貝內，幼魚孵化而且停留在貝殼內中，可做為觀賞魚。

## 扩展阅读
維基物種上的相關：山津鱊